# Horne (Familienname)
Horne ist ein englischer Familienname.

## Namensträger
- Alex Horne (* 1978), britischer Komiker
- Alice Merrill Horne (1868–1948), US-Künstlerin und Politikerin
- Alistair Horne (1925–2017), britischer Journalist, Biograph und Historiker
- Alfred Horné (1928–2014), deutscher Journalist, Autor und Gewerkschafter
- Barry Horne (1952–2001), englischer Tierrechtler
- Buddy Horne (1933–1977), kanadischer Eishockeyspieler
- Christian Horne (1838–1912), norwegischer Lehrer für Landwirtschaft und Politiker der Venstre-Partei
- Ciara Horne (* 1989), britische Radsportlerin
- Des Horne (1939–2015), südafrikanischer Fußballspieler
- Dietrich von Horne (vor 1376–1402), deutscher Geistlicher, Bischof von Osnabrück
- Donald Horne (1921–2005), australischer Schriftsteller und Sozialkritiker
- Frederick J. Horne (1880–1959), US-amerikanischer Admiral der US Navy
- Friedrich von Horne, Domherr in Münster und Osnabrück
- Geoffrey Horne (* 1933), US-amerikanischer Schauspieler
- George Horne (Eishockeyspieler) (1904–1929), kanadischer Eishockeyspieler
- George Horne (Geistlicher) (1730–1792), Bischof der Church of England
- George Horne (Rugbyspieler) (* 1995), schottischer Rugby-Union-Spieler
- Gerald Horne (* 1949), US-amerikanischer Historiker
- Graham Horne (* 1971), schottischer Snookerspieler
- Henry Horne, 1. Baron Horne (1861–1929), britischer General
- Herbert Percy Horne (1864–1916), englischer Dichter, Architekt, Kunsthistoriker und Kunstsammler
- Herman Harrell Horne (1874–1946), US-amerikanischer Pädagoge und Philosoph
- James W. Horne (1881–1942), US-amerikanischer Filmregisseur, Drehbuchautor und Schauspiele
- Janet Horne († 1727), Schottin, die der Hexerei angeklagt war
- Jennifer F. M. Horne (1931–2008), kenianische Ornithologin und Bioakustikerin
- Jimmy „Bo“ Horne (* 1949), US-amerikanischer Musiker, Sänger und Aufnahmekünstler
- John Horne (Gouverneur) († 1755), englischer Gouverneur von Bombay
- John Horne (Botaniker) (1835–1905), schottischer Botaniker
- John Horne (Geologe) (1848–1928), schottischer Geologe
- John Horne (Historiker) (* 1949), irischer Historiker
- John Horne Tooke (1736–1812), englischer Schriftsteller
- Jonathan Horne (* 1989), deutscher Karateka
- Keith Horne (* 1955), US-amerikanisch-britischer Physiker, Astronom und Hochschullehrer
- Kenneth Horne (1907–1969), britischer Comedian
- Lawrence Horne, niederländischer Tontechniker
- Lena Horne (1917–2010), US-amerikanische Sängerin und Schauspielerin
- Lotte Horne (* 1943), dänische Schauspielerin
- Marilyn Horne (* 1934), US-amerikanische Opern- und Konzertsängerin
- Michael Horne (1943–2019), US-amerikanischer Physiker
- Peter Horne (* 1989), schottischer Rugby-Union-Spieler
- Richard Henry Horne (1803–1884), britischer Dichter
- Richard Horne (1960–2007), schottischer Kinderbuchautor, siehe Harry Horse
- Rob Horne (* 1989), australischer Rugby-Union-Spieler
- Robert Horne (Cricketspieler), französischer Cricketspieler
- Robert Horne (Rugbyspieler) (* 1989), australischer Rugby-Union-Spieler
- Robert Horne, 1. Viscount Horne of Slamannan (1871–1940), britischer Politiker der Conservative Party, Mitglied des House of Commons und Peer
- Roger Horné (1946–2015), deutscher Journalist und Fernsehmoderator
- Sigrid Horne-Rasmussen (1915–1982), dänische Schauspielerin
- Solveig Horne (* 1969), norwegische Politikerin
- Stan Horne (* 1944), englischer Fußballspieler
- Victoria Horne (1911–2003), US-amerikanische Schauspielerin